# Croix de cimetière de Sadirac
La croix de cimetière de Sadirac est une croix hosannière située près de l'église Saint-Martin de Sadirac dans la Gironde.

## Historique
C'est à partir du XVe siècle qu'apparaissent les croix de cimetière. Lorsqu'elles sont placées au centre d'un cimetière on dit qu'elles sont des croix hosannières (on y chante la prière Hosanna lors de la bénédiction des rameaux). Le plus souvent elles sont construites par des maîtres maçons plutôt que de réels sculpteurs. Elles correspondent à des dons de riches seigneurs. Les croix de cimetière mettaient en lumière le saint patron de la paroisse, puisqu'une représentation de ce saint occupait habituellement un des côtés de la croix sommitale.
Léo Drouyn donne  la description suivante de a croix de Sadirac :
- Cette croix se compose d'un fût carré, flanqué de pilastres avec crochets et arcs en doucine.
A l'ouest, s'ouvre, sous une accolade subquinquilobée, une petite niche actuellement vide. 
Le socle, carré dans le haut et le bas, a été épannelé dans le milieu, où il est octogone. 
Les angles du carré ont été réunis à la portion épannelée, par des demi pyramides. 
Un pupitre en pierre s'appuie sur le socle, directement au-dessous de la niche, qui est tournée vers l'occident. 
La hauteur totale est de 4,70 m.

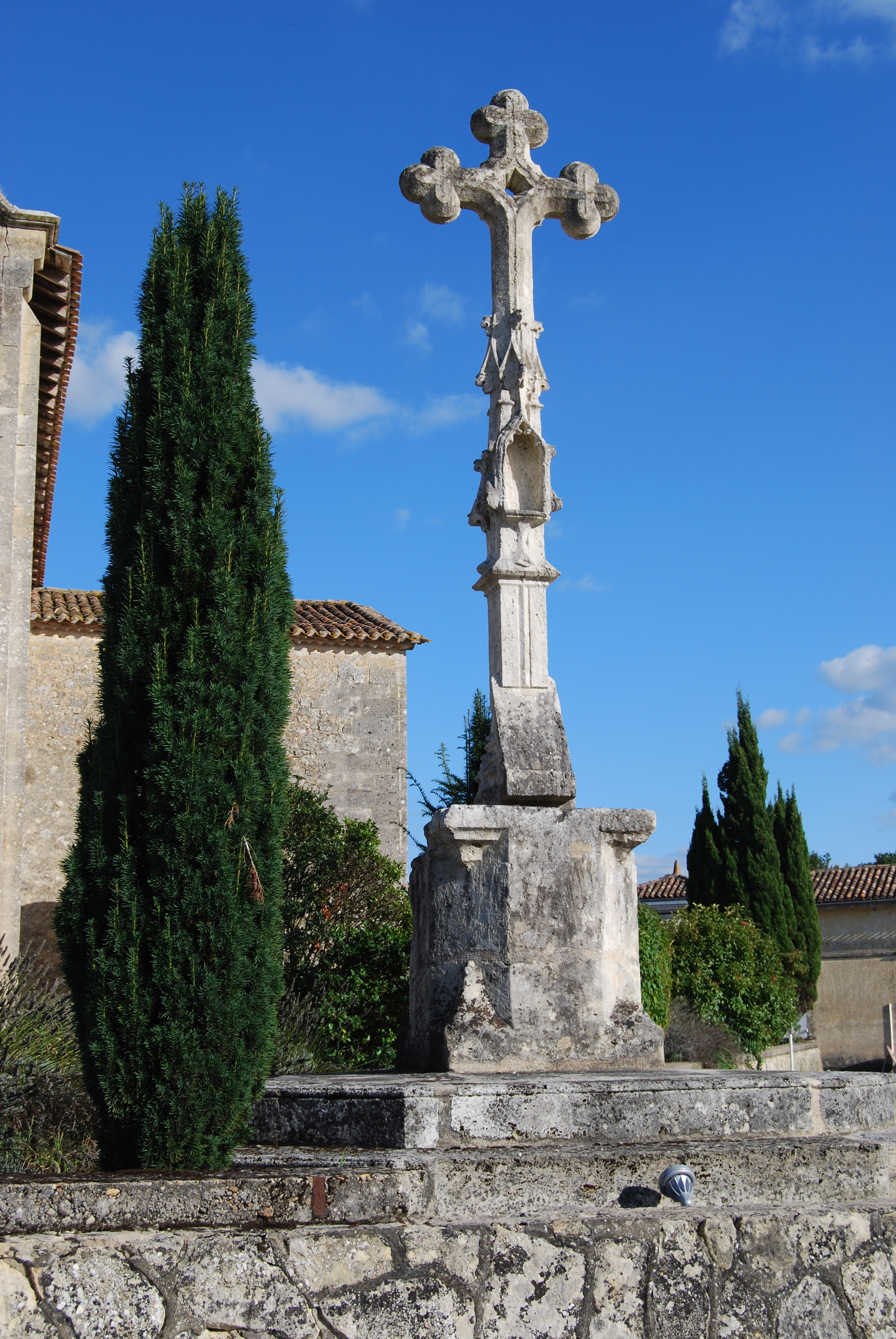
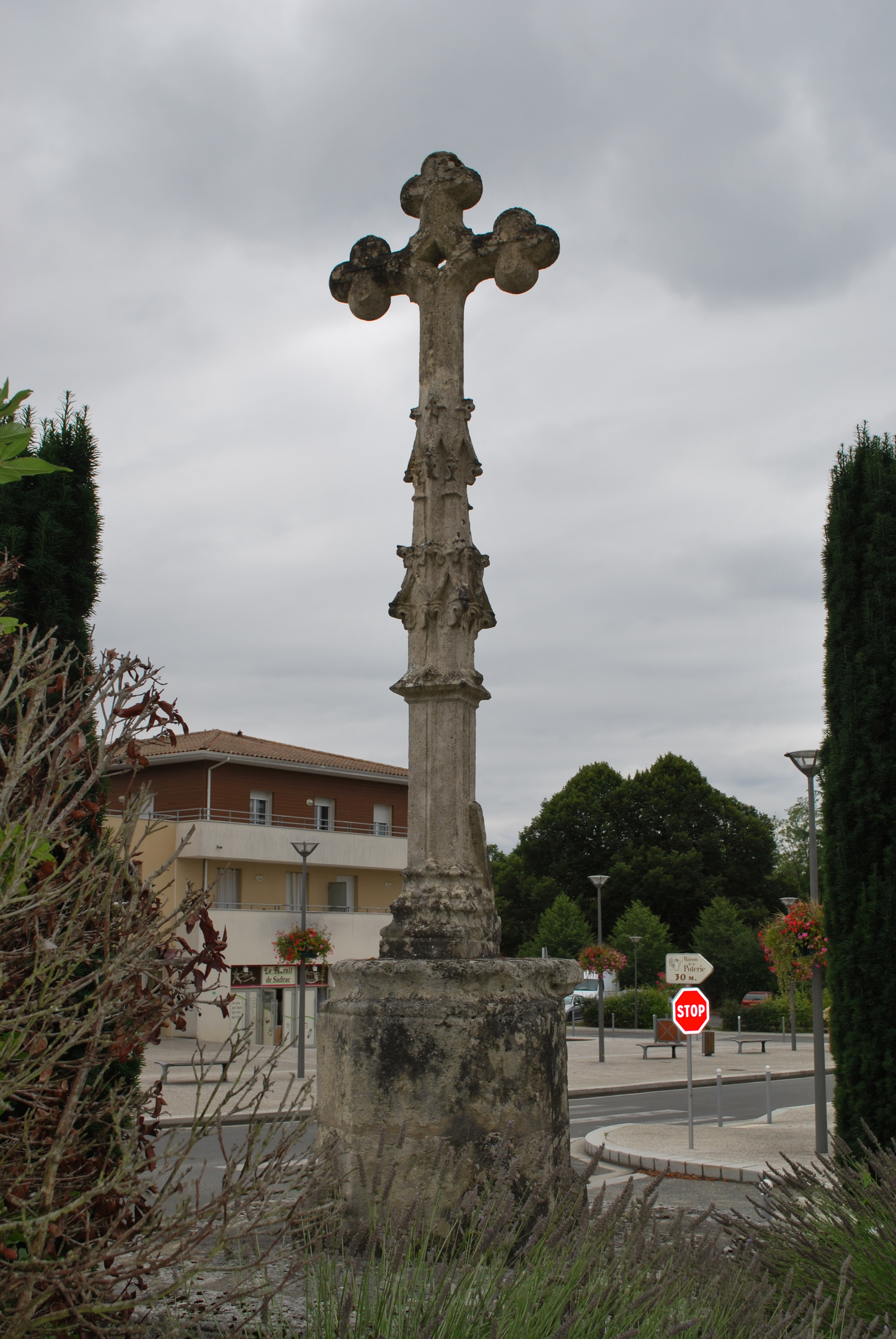
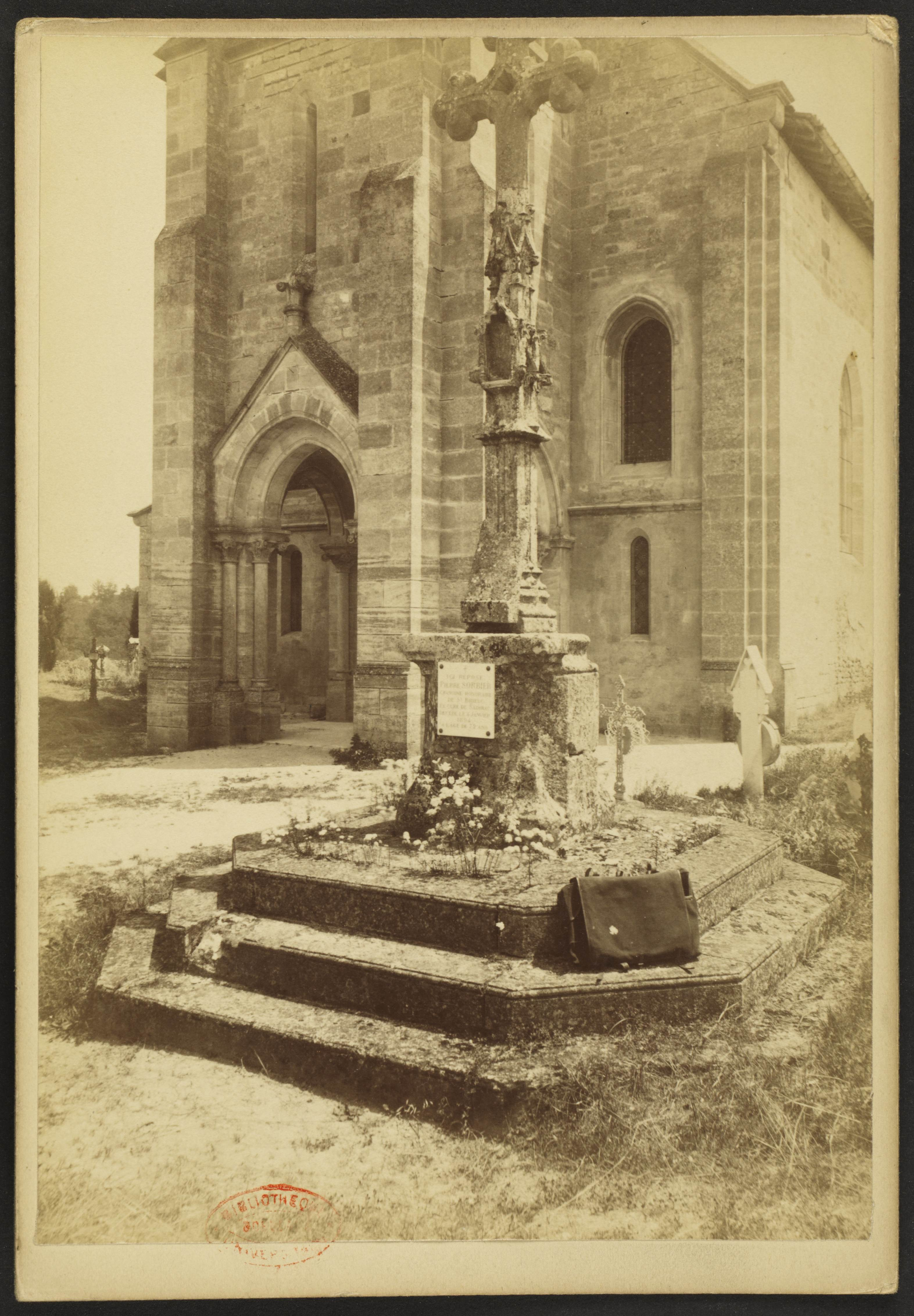
Photo Brutails

La croix fait l’objet d’un classement au titre des monuments historiques depuis le 20 décembre 1907.